# David Jans
David Jans (* 21. Januar 1968) ist ein Schweizer Journalist und Fernsehmoderator. 

## Leben und Wirken
Erste Schritte im Journalismus unternahm er bei Associated Press und der Tessiner Zeitung. Er machte ein zweijähriges Praktikum in der Wirtschaftsredaktion der Nachrichtenagentur Schweizerische Politische Korrespondenz (SPK), wo er anschliessend weitere zwei Jahre als Wirtschaftsredaktor verblieb. 1993 kam er zum Fernsehen: Zusammen mit anderen baute er das Wirtschaftsmagazin «Cash-TV» für Ringier auf. 1995 wechselte er in die Redaktion der Tagesschau des Schweizer Fernsehens, wo er auch die Mittags- und die 18-Uhr-Ausgabe moderierte. Nachdem er die Tagesschau im Jahr 2001 verlassen hatte, arbeitete David Jans für die Rundschau, ehe er im August 2001 zu «Menschen Technik Wissenschaft» wechselte. Im Jahr 2007 wurde diese Wissenschaftssendung zu Gunsten der Nachfolgesendung Einstein eingestellt. Jans wurde daraufhin Redaktionsmitglied beim neu gegründeten Wirtschaftsmagazin ECO.
Heute ist er Redaktor und Produzent beim Konsumentenmagazin Kassensturz auf SRF 1.

## Auszeichnungen
- 2002: Eugen – Medienpreis für Informatik-Journalismus für über die „Intelliwhere der SBB“ und zum Thema „Kryptografie“, Schweizer Fernsehen DRS/Menschen, Technik, Wissenschaft[2]